# Groesbeek
Groesbeek a fost o comună și o localitate în provincia Gelderland, Țările de Jos. 

## Localități componente
Berg en Dal, Breedeweg, De Horst, Groesbeek, Heilig Landstichting, Grafwegen.